# カパミリア・チャンネル
カパミリア・チャンネル（Kapamilya Channel）は、2020年6月13日に開局したABS-CBNが所有するフィリピンのケーブルテレビチャンネルである。 